# Kohátkovité
Kohátkovité (Tofieldiaceae) je čeleď jednoděložných rostlin z řádu žabníkotvaré (Alismatales).

## Pojetí čeledi
Starší taxonomické systémy čeleď Tofieldiaceae neznaly a její zástupce řadili do čeledi Liliaceae s.l. nebo do čeledi Melanthiaceae. Samostatnou čeleď Tofieldiaceae přináší až Tachtadžjanův systém, který ji přiřazoval do řádu Melanthiales. Po vzniku systémů APG a APG II, došlo k přehodnocení zařazení čeledi, byla přesunuta zcela jinam, do řádu Alismatales.

## Popis
Jedná se o vytrvalé pozemní byliny s oddenky. Jsou to rostliny jednodomé s oboupohlavnými květy. Listy jsou nahloučeny v přízemní růžici, ale někdy může být několik listů i na lodyze. Jsou jednoduché, přisedlé, izolaterální, uspořádané dvouřadě, s listovými pochvami. Čepele listů jsou celokrajné, čárkovité až kopinaté, žilnatina je souběžná. Květy jsou oboupohlavné, jsou v květenstvích, zpravidla ve vrcholových hroznech, vzácněji v klasech, někdy je květenství hlávkovitě stažené, ale za plodu se hrozen často prodlužuje, u rodu Harperocallis je květenství redukováno na jeden květ. Listen pod květenstvím ve tvaru toulce není přítomen, pod jednotlivými květy jsou často listeny. Na květní stopce někdy bývají trojlaločné listence, které jsou někdy srostlé a vytvářejí jakýsi kalíšek. Květy jsou pravidelné, okvětí je vyvinuto, zpravidla 6 okvětních lístků ve 2 přeslenech (3+3), okvětní lístky jsou volné nebo na bázi srostlé, vytrvalé. Tyčinek je 6–12, jsou volné nebo někdy na bázi srostlé. Gyneceum je složeno ze 3 plodolistů, synkarpní, semeník je svrchní. Plod je suchý, pukavý, jedná se o tobolku, někdy hluboce dělenou a jednotlivé části pak připomínají měchýřky.

## Rozšíření
Je známo asi 3–5 rodů a 27 druhů, které jsou rozšířeny v Evropě, Asii a v Severní Americe, málo zasahují na severozápad Jižní Ameriky.
V ČR roste jediný druh, a to vzácná a kriticky ohrožená (C1) kohátka kalíškatá (Tofieldia calyculata). Běžnější je v Alpách. V ČR roste vzácně ve středních Čechách, dříve i v jižních Čechách, kde dodnes přetrvala na Kralovických loukách u Prachatic, vzácně roste také ve východních Čechách u Českého Meziříčí a na Opavsku.

## Zástupci
- kohátka (Tofieldia)

## Přehled rodů
Harperocallis, Pleea, Tofieldia, Triantha